# Help, de dokter verzuipt!
Help, de dokter verzuipt! é um filme de drama neerlandês de 1974 dirigido e escrito por Nikolai van der Heyde, Toon Kortooms e Felix Thijssen. Foi selecionado como representante dos Países Baixos à edição do Oscar, organizada pela Academia de Artes e Ciências Cinematográficas.

## Elenco
- Jules Croiset - Dokter Angelino
- Martine Bijl - Irene Muller
- Piet Bambergen - Aannemer Bram Van Tienen
- Ward de Ravet - Meneer Pastoor
- Leen Jongewaard - Veldwachter Van Bree
- Fanny Winkler - Ella
- Romain DeConinck - Herman de Rechtvaardige
- Frans Mulder - Kareltje
- Geert Thijssens - Everhard van Dungen
- Betsy Smeets - Barones
- Onno Molenkamp - Baron
- Henk O'Breen - Professor